# Kriegerdenkmal Vierzehnheiligen

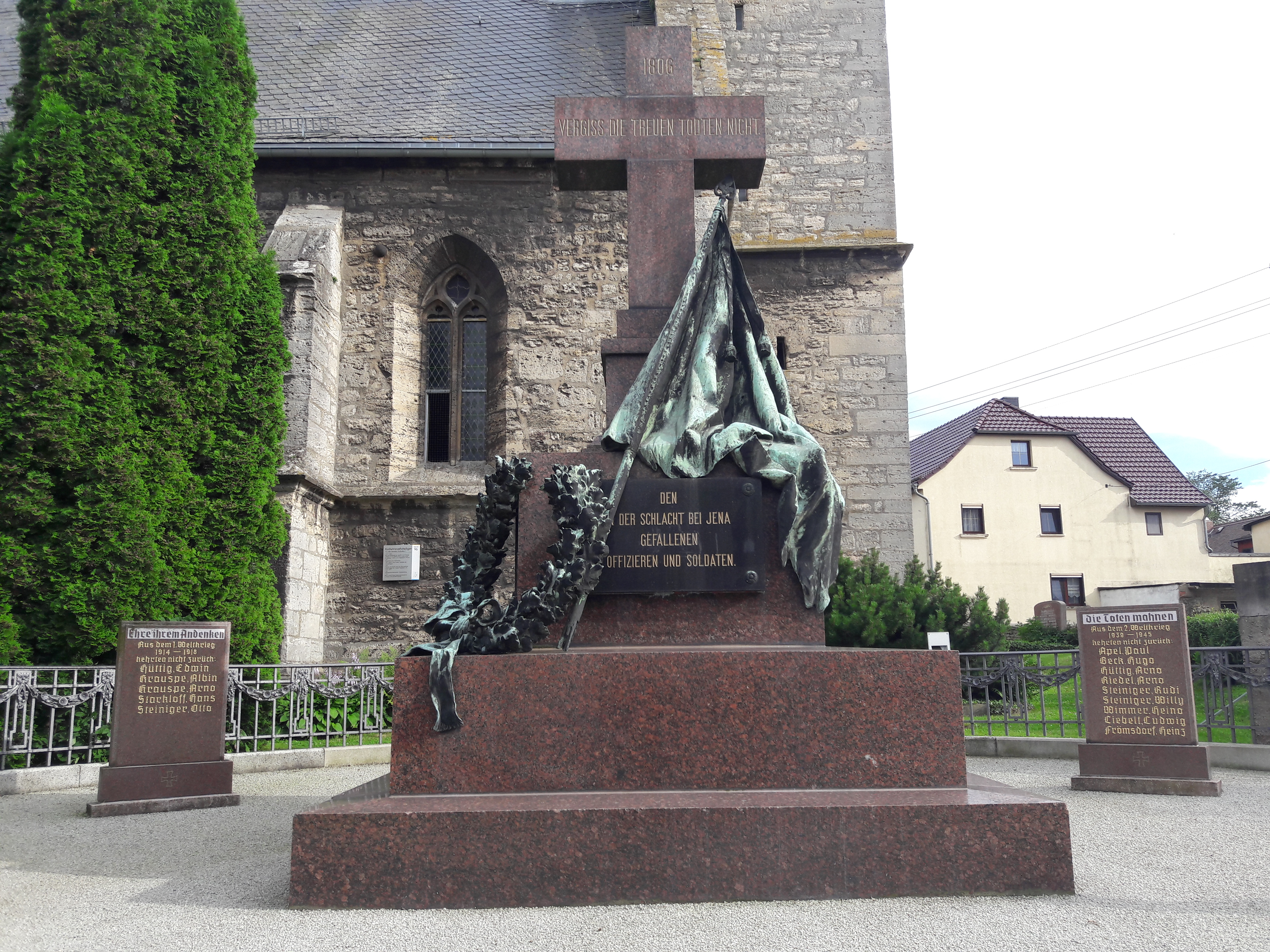
Kriegerdenkmal Vierzehnheiligen (2017)

Das Kriegerdenkmal Vierzehnheiligen ist eine denkmalgeschützte Gedenkstätte in Jena-Vierzehnheiligen.

## Geschichte
Nördlich der Kirche von Vierzehnheiligen entstand anlässlich des 100. Jahrestages der Schlacht bei Jena und Auerstedt eine Gedenkstätte. Da diese Schlacht unter anderem bei Vierzehnheiligen stattfand, hatte man sich für dieses Dorf – anstelle des namensgebenden Auerstedt – entschieden. Entworfen wurde das am 14. Oktober 1906 eingeweihte Denkmal von Max Unger. Die grobe Idee der Gestalt wird Kaiser Wilhelm I. zugeschrieben. Als weiterer Ideengeber gilt der Generalmajor Robert Kunhardt von Schmidt, der auch die Finanzierung durch Spenden organisierte. Zur Einweihung erschienen 15.000 Menschen. Das Kriegerdenkmal steht in der Denkmalliste der Stadt Jena.

## Beschreibung
Die Gedenkanlage besteht aus mehreren Gedenksteinen. Zentral befindet sich ein Kreuz aus rötlichem, schwedischem Granit mit der Inschrift „1806 / VERGISS DIE TREUEN TODTEN NICHT“, die auf Theodor Körner zurückgeht. Es steht auf einem Stufenpodest mit dem zusammen das Denkmal fünf Meter hoch ist. An der Rückseite des Kreuzes findet sich „Gott, Dein Weg ist heilig“ (Psalm 77, Vers 14). An das Podest angelehnt stehen Bronze-Plastiken einer Fahne und eines Eichenkranzes. Die Tafel am Podest trägt die Inschrift:
Die Inschriften sollen von Kaiser Wilhelm I. ausgewählt worden sein. An der Ostseite nennt eine Tafel die Namen der 53 „gefallenen oder an Wunden verstorbenen Offiziere“ von 1806, an der Westseite berichtet eine Tafel: „Von den preussisch-sächsischen Truppen fielen in der Schlacht bei Jena oder starben an Wunden: 53 Offizieren darunter 14 Stabsoffiziere und etwa 1100 Mann. Verwundet wurden 271 Offiziere darunter 9 Generale 36 Stabsoffiziere und etwa 6000 Mann.“ An der Nordseite gedenkt eine Tafel der später gefallenen Offiziere von 1809 sowie der Befreiungskriege: „Von den Offizieren, welche in den Schlachten bei Jena und Auerstedt kämpften, starben in den Jahren 1809, 1813–15 einhunderteinundachtzig den Heldentod für des Vaterlands Befreiung“.
Ergänzt wurde die mit einem Geländer und einer Freitreppe umgebene Anlage später um zwei Steine, die in Fraktur beschriftet wurden. Die östliche Stele trägt die Widmung „Ehre Ihrem Andenken“. Unter dem Hinweis „Aus dem 1. Weltkrieg 1914–1918 kehrten nicht zurück“ stehen hier fünf Namen. Die westliche Stele ist mit „Die Toten mahnen“ überschrieben und nennt neun Namen unter dem Hinweis „Aus dem 2. Weltkrieg 1939–1945 kehrten nicht zurück“, so dass hier mit einer Gedenkanlage an verschiedene Kriege des 19. und 20. Jahrhunderts erinnert wird.

## Umfeld
Im nahen Umfeld der Gedenkanlage befinden sich ein Sühnekreuz und ein Gedenkstein für den Theologen Carl Vogl sowie Metallplastiken eines preußischen Soldaten und der Losung Schwerter zu Pflugscharen. Auf dem nordwestlich benachbarten Dorfanger steht zudem ein zweiter Gedenkstein für 1806, dessen Inschriften „Schlacht bei Jena 14. Oktober 1806“ und „Marschall Lannes V Korps 17500 Mann 24 Kanonen“ lauten. Gedenksteine dieses letzten Typs existieren auch an anderen Stellen der Schlacht und erinnern an französische Befehlshaber wie Jean Lannes oder – bei Vierzehnheiligen – Michel Ney. Sie wurden auch bei Hassenhausen aufgestellt, wo zudem ein identisches Denkmal – das Kriegerdenkmal Hassenhausen – existiert, wodurch die Gedenkanlage zu einer komplexen Gedenklandschaft gehört.

Umfeld
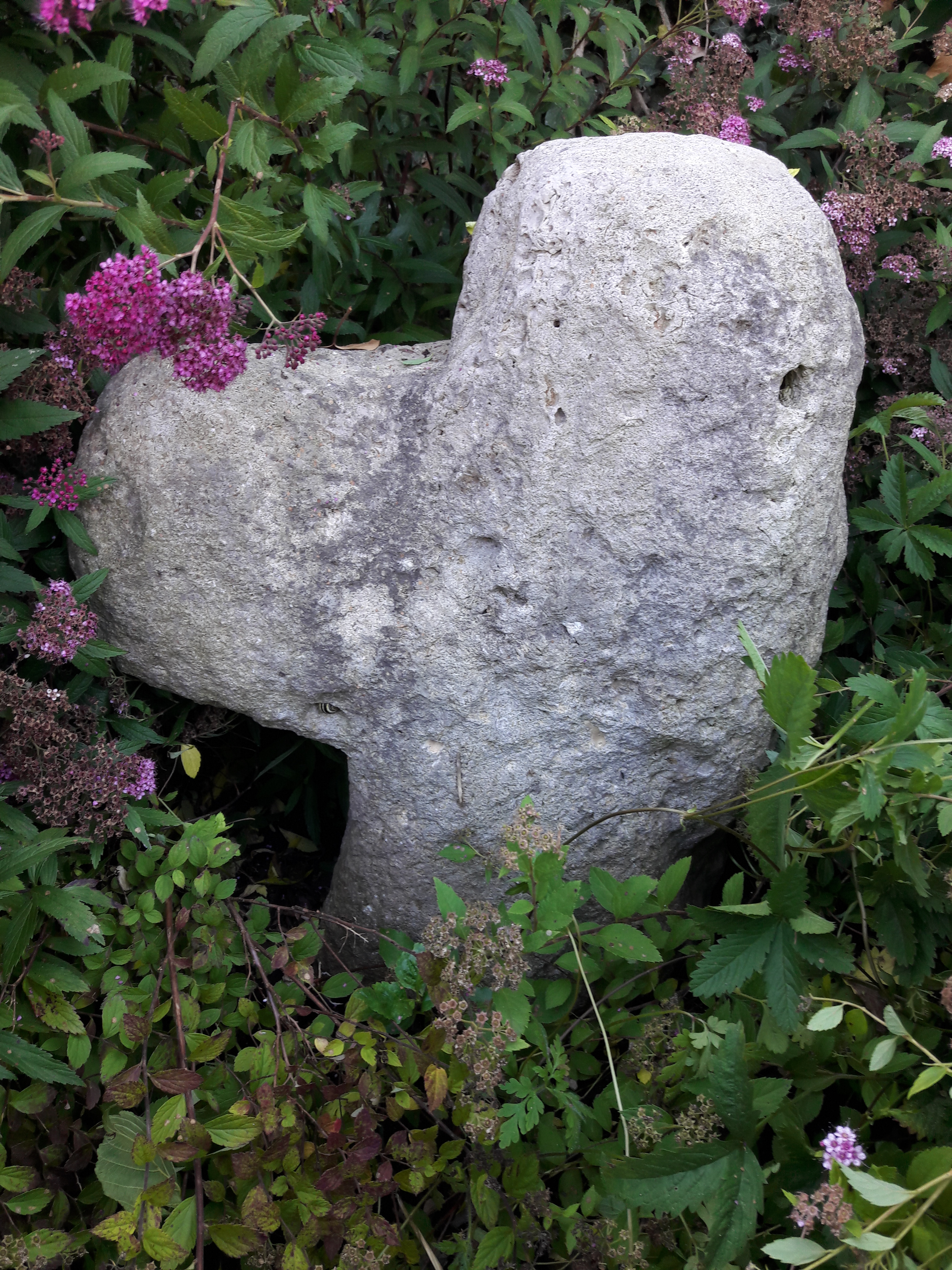
Sühnekreuz
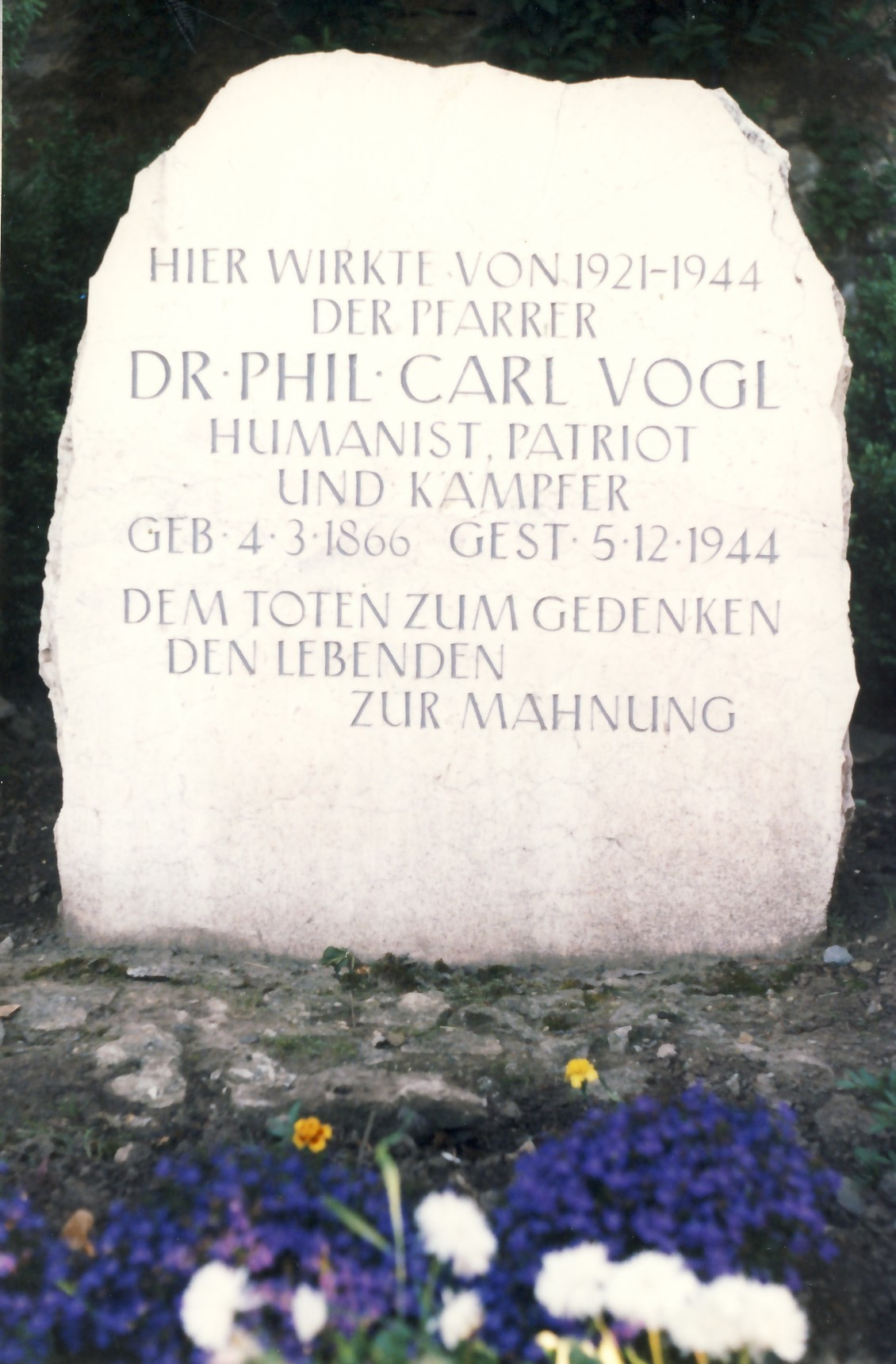
Gedenkstein Carl Vogl
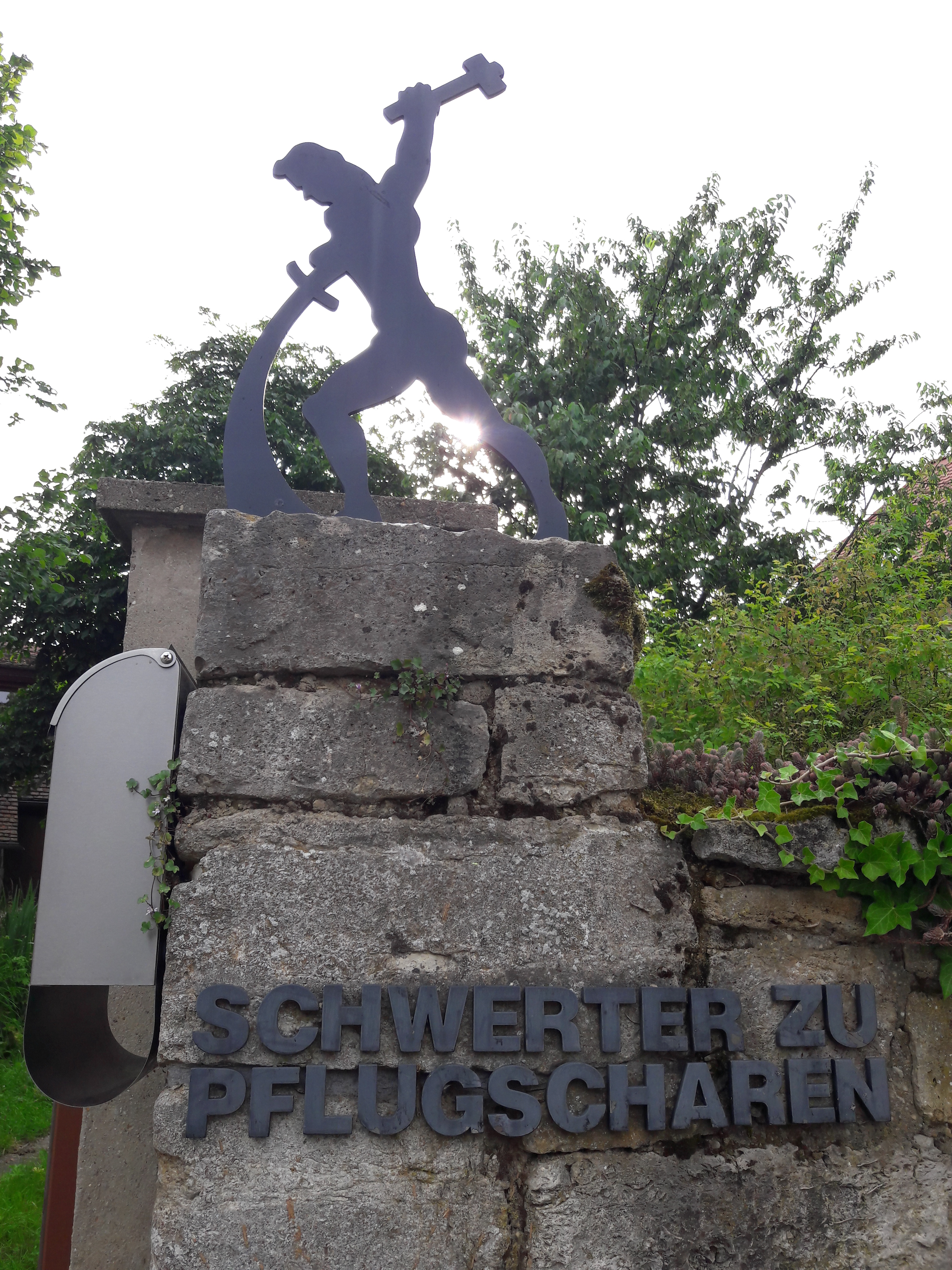
Schwerter zu Pflugscharen
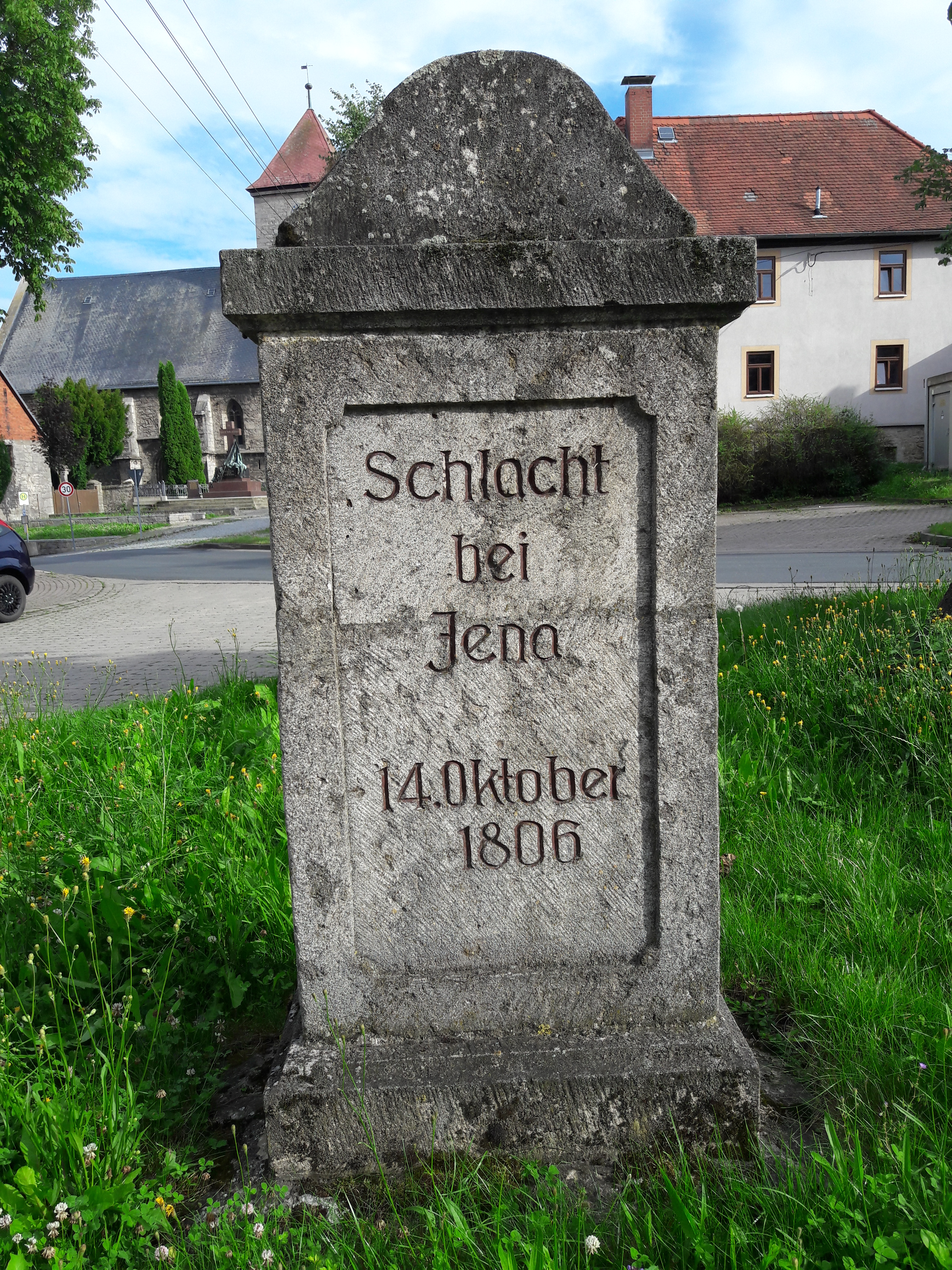
Lannes-Denkmal Dorfanger
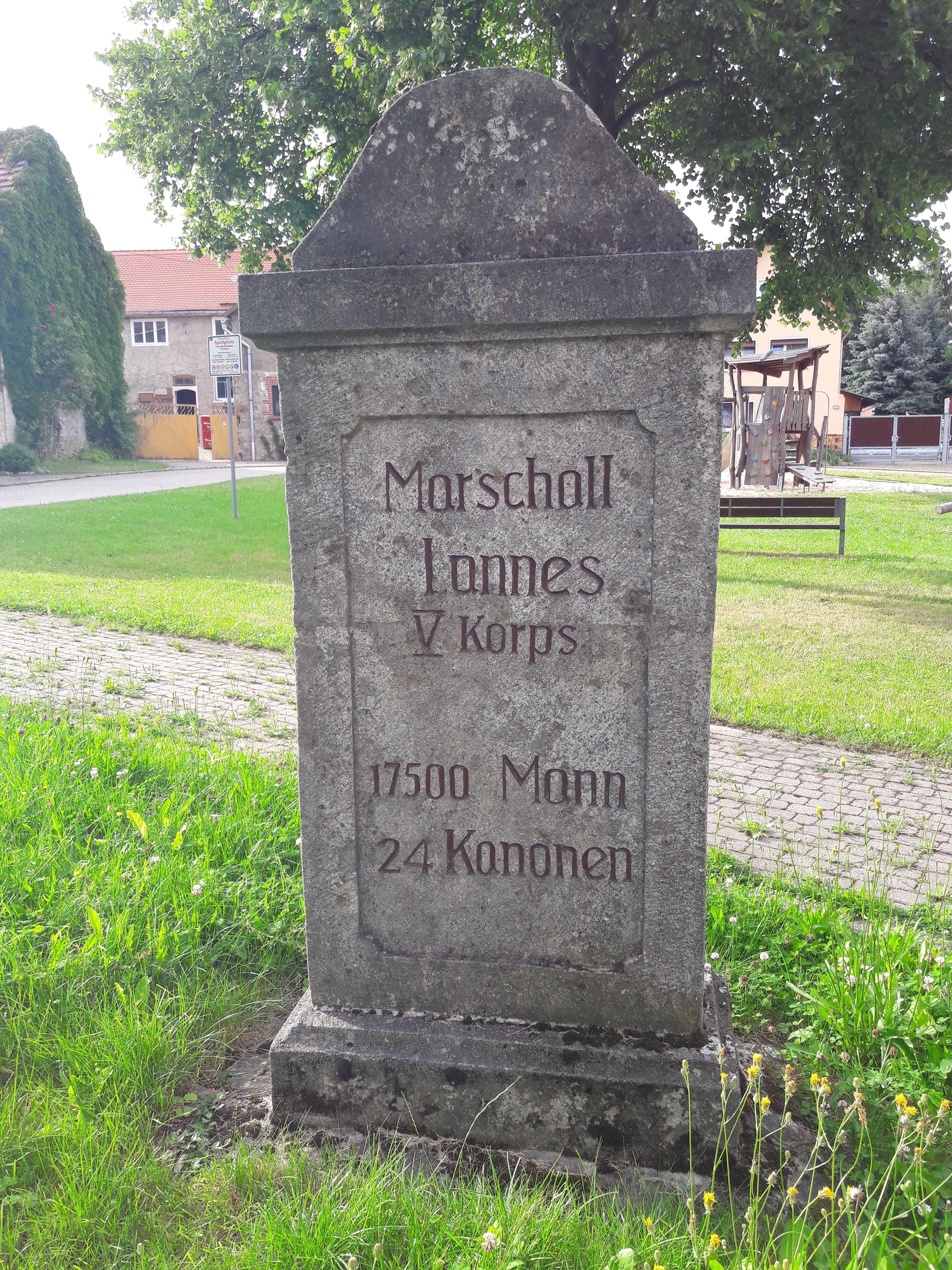
Lannes-Denkmal Dorfanger
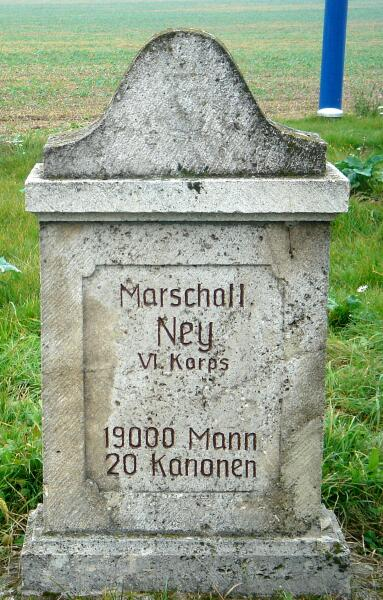
Ney-Denkmal westlich vom Ort